# Vincent Crane
Vincent Crane, pseudonimo di Vincent Rodney Cheesman (Reading, 21 maggio 1943 – Westminster, 14 febbraio 1989), è stato un tastierista britannico.
Ha esordito nel mondo della musica nel 1967, entrando a far parte dei Crazy World di Arthur Brown.

## Biografia

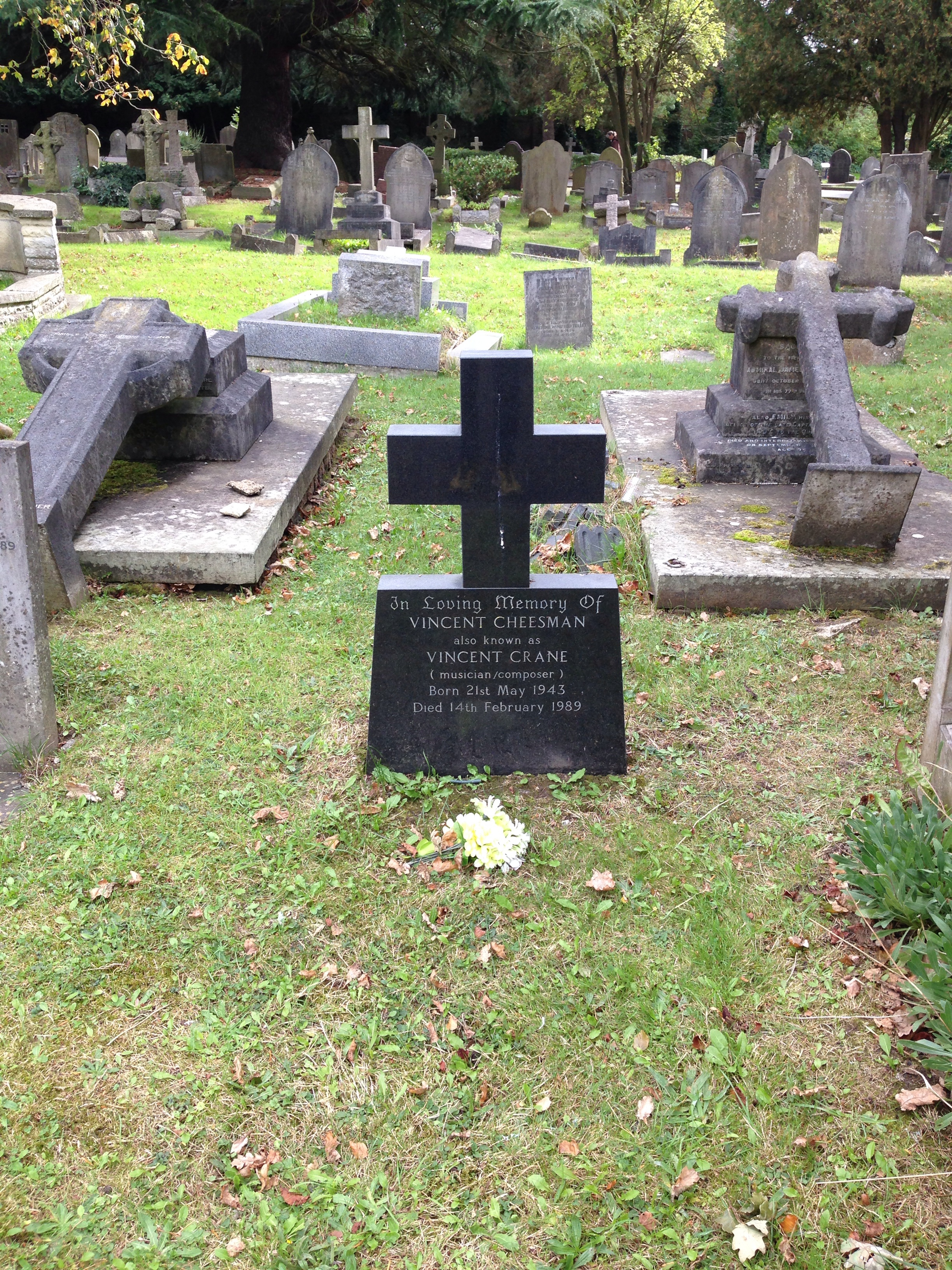
Tomba di Vincent Crane

Durante la sua permanenza nei Crazy World, Crane ha modo di incidere con loro l'unico album del gruppo: The Crazy World of Arthur Brown.
Durante una tournée americana nel 1969, mentre il gruppo inizia a sfaldarsi, Crane viene ricoverato in ospedale a causa di problemi depressivi.
Uscito dall'ospedale fonda con Carl Palmer gli Atomic Rooster di cui sarà leader unico e riconosciuto. Con essi Crane realizza diversi album, senza mai raggiungere gran fama, finché a metà degli anni 70, anche questo gruppo si scioglie.
Nel corso degli anni successivi il tastierista è coinvolto in diversi progetti, tra i quali un altro album con Arthur Brown e una collaborazione con Peter Green, oltre alla partecipazione al musical Rocky Horror Show. Nel 1980 riforma gli Atomic Rooster con una nuova formazione, sciogliendo poi definitivamente la band nel 1983. 
Tra il 1984 e il 1986 entra a far parte dei Dexy's Midnight Runners coi quali va in tour in Europa. Ma la sua vita turbolenta e i problemi psichiatrici lo porteranno al suicidio nel febbraio del 1989.

## Discografia

### Con Crazy World
- The Crazy World of Arthur Brown (1968)

### Con Atomic Rooster
- Atomic Ro-o-oster (1970) - B&C
- Death Walks Behind You (1970)
- In Hearin' of  (1971)
- Made in England (1972)
- Nice and Greasy (1973)
- Assortment (1973) - antologia
- Home to roost (1977)
- Atomic Rooster (1980) - Emi
- Headline news (1983)